# Rapey
Rapey ([ʁaˈpɛ] ) ist eine französische Gemeinde mit 24 Einwohnern (Stand: 1. Januar 2022) im Département Vosges in der Region Grand Est. Sie gehört zum Arrondissement Neufchâteau (bis 2024 Épinal) und ist Mitglied im Gemeindeverband Communauté de communes de Mirecourt Dompaire. Die Bewohner werden Rapéens und Rapéennes genannt.

## Geografie
Die Gemeinde Rapey liegt zehn Kilometer südlich der Kleinstadt Charmes und etwa 22 Kilometer nordwestlich von Épinal im Hügelland zwischen Mosel und Madon.
Das 2,94 km² umfassende Gemeindegebiet umfasst den obersten Abschnitt des Rulle-Tales einschließlich der Quelle des Colon-Nebenflusses Rulle und die umgebenden teilweise bewaldeten Hügel, die im Norden und Südwesten der Gemeinde die 400-m-Höhenmarke erreichen. Das kleine Dorf Rapey liegt windgeschützt unterhalb der Rulle-Quelle auf 350 m Meereshöhe. Nachbargemeinden von Rapey sind Ubexy im Nordosten, Varmonzey im Osten, Gugney-aux-Aulx im Südosten, Jorxey im Süden sowie Bouxurulles im Nordwesten.

## Geschichte
Der Name des Dorfes tauchte erstmals urkundlich im Jahr 1353 als Rappey auf. Rapey gehörte zur Vogtei Charmes, kirchlich (bis heute) zur Pfarrei der Nachbargemeinde Jorxey.

### Bevölkerungsentwicklung
| Jahr      | 1962 | 1968 | 1975 | 1982 | 1990 | 1999 | 2006 | 2014 | 2022 |
| Einwohner | 25   | 25   | 25   | 21   | 21   | 18   | 15   | 23   | 24   |

Mit 24 Einwohnern (1. Januar 2022) gehört Rapey zu den kleinsten Gemeinden des Départements Vosges. Nachdem im 19. Jahrhundert noch zwischen 57 und 97 Personen gezählt wurden, nahm die Bevölkerungszahl insbesondere nach dem Zweiten Weltkrieg stetig ab und unterschritt 1954 die 30-Einwohner-Marke, die seitdem nicht wieder überschritten wurde. Im Jahr 1841 wurde mit 94 Bewohnern die höchste Einwohnerzahl ermittelt. Die Zahlen basieren auf den Daten von cassini.ehess und INSEE.

## Wirtschaft und Infrastruktur
Die Gemeinde Rapey hat weder eine Schule noch eine Kirche. Sie hat den ursprünglichen Charakter eines reinen Bauerndorfes bewahrt. In der Gemeinde sind neben Höfen, die für den Eigenbedarf produzieren, vier Landwirtschaftsbetriebe ansässig (Obstanbau, Milchwirtschaft, Rinderzucht).
Rapey liegt abseits der überregional wichtigen Straßen. Eine Stichstraße führt von Rapey zur Fernstraße von Charmes nach Dompaire (D 28). Weitere schmale Straßenverbindungen bestehen nach Bouxurulles und Jorxey. Die zweispurige Nationalstraße 57 von Nancy nach Épinal führt elf Kilometer östlich an Rapey vorbei (Anschlussstelle Nomexy). In Nomexy befindet sich der nächstgelegene Haltepunkt an der dem Moseltal folgenden Bahnlinie Nancy-Épinal-Remiremont, die vom Unternehmen TER Lorraine betrieben wird.

## Belege
1. ↑  Rapey auf vosges-archives.com (Memento des Originals vom 4. März 2016 im Internet Archive)  Info: Der Archivlink wurde automatisch eingesetzt und noch nicht geprüft. Bitte prüfe Original- und Archivlink gemäß Anleitung und entferne dann diesen Hinweis. (PDF-Datei, französisch)
2. ↑  Rapey auf cassini.ehess
3. ↑  Rapey auf INSEE
4. ↑  Landwirtschaftsbetriebe auf annuaire-mairie.fr (französisch)